# 6234 Sheilawolfman
A 6234 Sheilawolfman (ideiglenes jelöléssel 1986 SF) a Naprendszer kisbolygóövében található aszteroida. Zdenka Vávrová fedezte fel 1986. szeptember 30-án.